# Herbert Schiller
Herbert Irving Schiller (5 de novembro de 1919 - 29 de janeiro de 2000) foi um americano crítico de mídia, sociólogo, escritor e estudioso. Ele obteve seu doutorado em 1960 pela Universidade de Nova York. 
Schiller alertou sobre duas grandes tendências em seus escritos e discursos prolíficos: a aquisição privada de espaço público e instituições públicas em casa, e o domínio corporativo americano da vida cultural no exterior, especialmente nos países em desenvolvimento. Seus oito livros e centenas de artigos em revistas populares e acadêmicas fizeram dele uma figura-chave tanto na pesquisa em comunicação quanto no debate público sobre o papel da mídia na sociedade moderna. Ele era amplamente conhecido pelo termo "consciência empacotada", uma ideia de que a mídia americana é controlada por algumas empresas que "criam, processam, refinam e presidem a circulação de imagens e informações que determinam nossas crenças, atitudes e, finalmente, nosso comportamento". Schiller usou a Time Warner Inc. como um exemplo de consciência empacotada, afirmando que "basicamente domina publicações, televisão a cabo, gravações, fitas e produção de filmes".
Ele foi casado com a bibliotecária e estudiosa Anita Schiller, e seus filhos incluem os filhos Zach e Dan. Zach Schiller é um analista de políticas públicas no estado de Ohio, e Dan Schiller é um historiador de telecomunicações na Universidade de Illinois em Urbana-Champaign.

## Obras
- Mass Communications and American Empire (1969)
- Mind Managers (1973)
- The Ideology of International Communications (Monograph Series / Institute for Media Analysis, Inc, No. 4)
- Mass Communications and American Empire (Critical Studies in Communication and in the Cultural Industries)
- Super-state; readings in the military-industrial complex
- Communication and Cultural Domination (1976)
- Living in the Number One Country : Reflections from a Critic of American Empire
- Who Knows : Information in the Age of the Fortune 500 (1981)
- Information and the Crisis Economy, Oxford University Press (1984), Oxford University Press, Reprint 1986, ISBN 0-19-520514-6
- Culture, Inc.: The Corporate Takeover of Public Expression, Oxford University Press, 1989, ISBN 0-19-505005-3; Reprint 1996,  ISBN 0-19-506783-5
- Information Inequality: The Deepening Social Crisis in America, Routledge 1995, ISBN 0-415-90765-9

## Literatura secundária
- Richard Maxwell: Herbert Schiller (Estudos Críticos de Mídia), Rowman & Littlefield, 2003, ISBN 0-7425-1848-5